# Ordre des experts-comptables et comptables agréés du Bénin
 (juillet 2023).
L'Ordre des experts-comptables et comptables agréés du Bénin en abrégé O.E.C.C.A-BENIN est un ordre professionnel qui régit les pratiques de la profession comptable au Bénin. Il est créé en 2006.

## Histoire
La création de l'Ordre des experts-comptables et comptables agréés du Bénin est, à l'origine,  un projet de la loi N° 2004-03 du 27 avril 2006 portant création de l'Ordre des experts-comptables et comptables agréés en République du Bénin. Cette loi est modifiée et complétée par la loi N° 2022-35 du 23 février 2023. Hormis cela, il faut noter que la régulation de la profession à fait l'objet de plusieurs autres lois et décrets. Il s'agit notamment des lois N° 1981-003 du 23 mars 1981 portant création d'un Conseil National de la Comptabilité; Loi N° 1986-004 du 26 février 1986  portant modification de la Loi N°81-003 du 23 mars 1981 relative au Conseil National de la Comptabilité et du décret N° 1991-022 du 30 janvier 1991  portant transmission au Haut Conseil de la République du projet de Loi relative à la création et à l'organisation de l'Ordre-National des Experts-Comptables et Comptables Agréés en République du Bénin,,,,. L'ordre dispose dorénavant d'un compte Facebook accessible au grand public.

## Missions et attributions
L'Ordre des experts-comptables et comptables agréés du Bénin a pour mission principale la régulation de la fonction comptable sur le territoire béninois. Il est administré par un conseil de 6 membres.